# 펠레그리노 아르투시

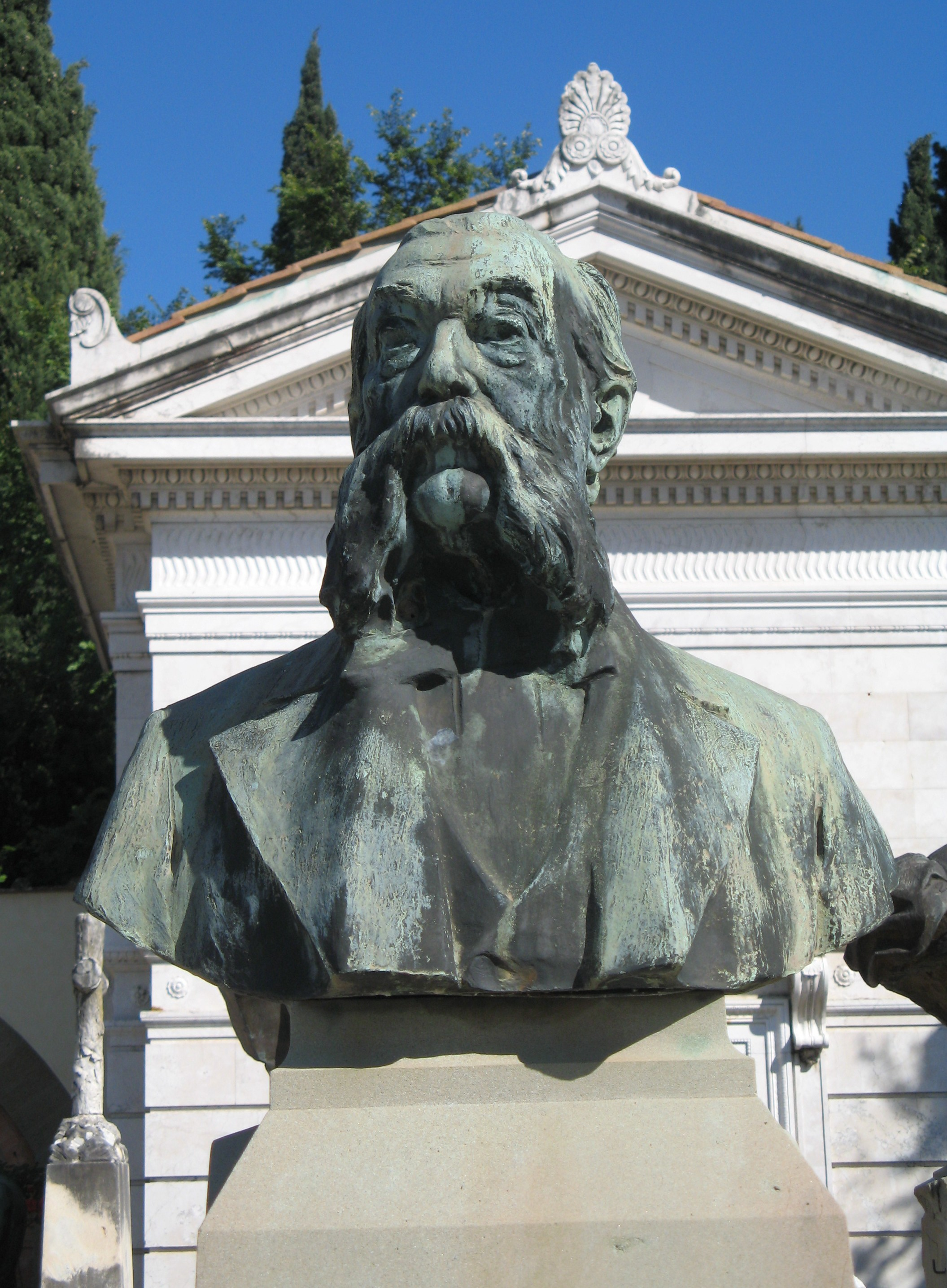
Pellegrino Artusi

펠레그리노 아르투시(Pellegrino Artusi 1820년~ 1911년)는 이탈리아의 유명한 요리 관련 저술가였다.
포를림포폴리에서 태어난 그는 실크 중개업으로 부를 축적했고 일을 그만둔 뒤에는 궁중과 귀족의 식문화에 대해 연구했다. 71세의 나이에 유명한 저서를 완성했지만 출판사를 구할 수 없어 자비로 책을 출판했으며 4년 만에 초판으로 수천권을 팔아치웠다. 그러나 그가 플로랑스에서 1911년 죽으면서 더 나은 개정판이 나올 수는 없었고 당시까지만 20만 부가 팔렸다고 한다. 요리법에 대한 재미있는 설명과 특이한 그림들로 이탈리아에서는 베스트셀러로 꼽혔으며 스페인어와 네덜란드어, 독일어, 영어로 번역됐다.
1904년 150가지 상차림과 3,000가지의 요리법을 담은 실생활 책자를 출판했으며 이 책의 이름은 Ecco il tuo libro di cucina (이것이 당신의 요리책입니다.)였다. 무명의 여러 참가자들과 길리아 투르코 남작 부인의 영향이 컸다고 한다.
이탈리아 통일 후 20년밖에 지나지 않아 쓰여진 것으로 아르투시가 남긴 저서는 이탈리아 전역의 요리법을 담은 최초의 것이다. 때문에 이탈리아다운 요리법을 처음으로 소개한 명사로 칭송받기도 한다.

## 저서
- La Scienza in Cucina E L'arte Di Mangiar Bene , Grandi Tascabili Economici 1975, ISBN 88-7983-555-6
- Science in the Kitchen and the Art of Eating Well, University of Toronto Press 2003, ISBN 0-8020-8657-8